# Волочиський палац

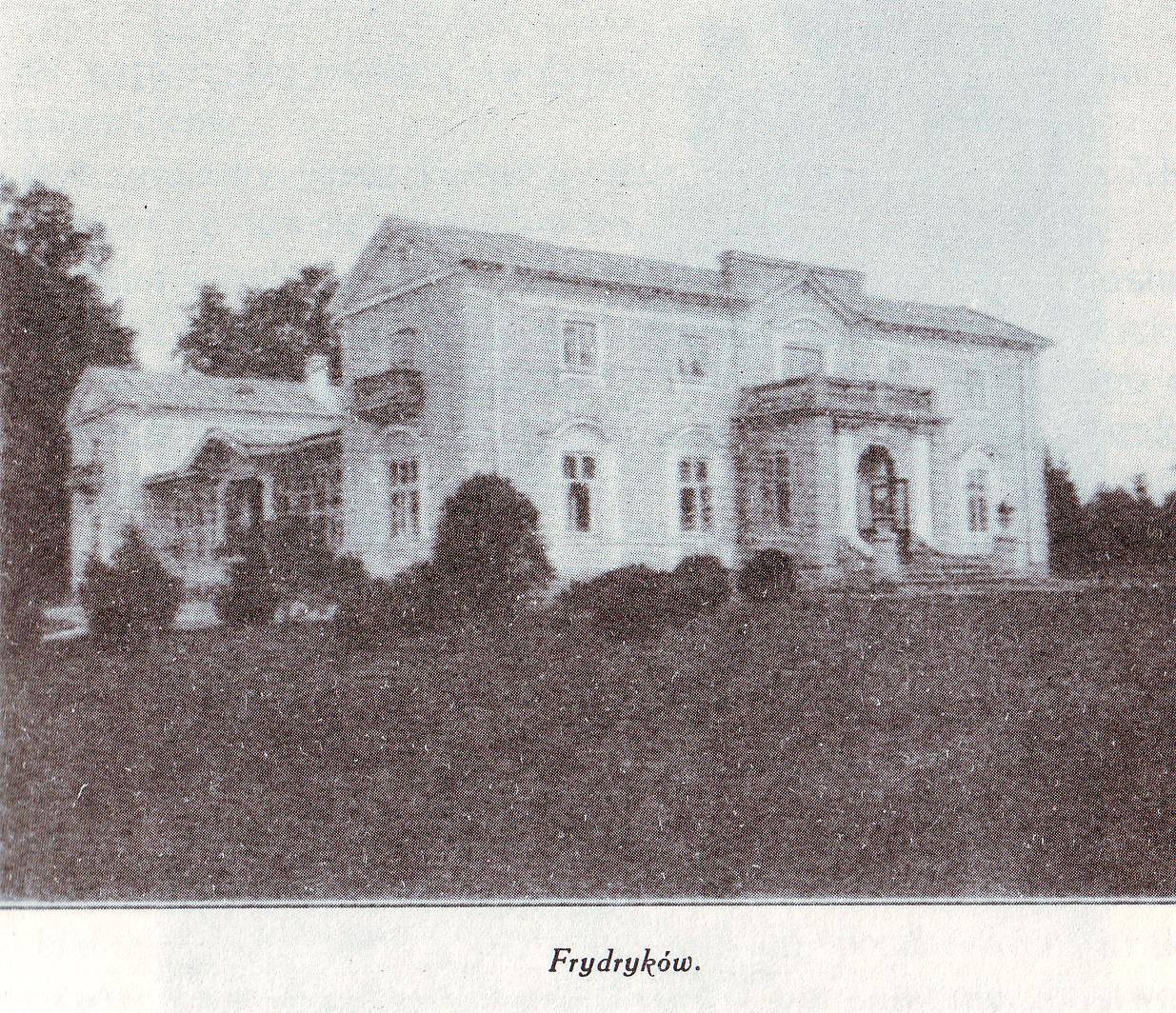
Палац Мошинського у Фридрихівці

Волочи́ський пала́ц (також Палацово-парковий комплекс Мошинських) — колишній палац, збудований у XVIII столітті графом Фридериком Юзефом Мошинським у селі Фридрихівка, яке нині є частиною міста Волочиськ Хмельницької області.

## Історія
Землі, на яких розташований Волочиськ, відомі ще з часів Галицько-Волинського князівства. У XV столітті вони стали спадковими маєтностями князів Збаразьких. Згодом володіння переходили до родів Острозьких, Вишневецьких та Потоцьких. Близько 1772 року маєток придбав граф Фридерик Юзеф Мошинський (1738–1816), референдарій великий литовський.
Саме з ім'ям Мошинського пов'язаний розквіт Волочиська. Він отримав право на проведення щорічних ярмарків, фундував народне училище та костел. У чотирьох верстах від міста, у селищі, названому на його честь — Фридрихівка — він збудував позаміську садибу. Палацовий комплекс складався з двох двоповерхових прямокутних крил, з'єднаних між собою оранжереєю з терасою. Навколо було закладено ландшафтний парк, що спускався до міського ставу.
Після смерті Фридерика Мошинського у 1816 році маєток перейшов у спадок до його родичів, а згодом — до родини Ледоховських. Завдяки їхній господарській діяльності у XIX столітті у Волочиську з'явилися броварня, свічковий та цукровий заводи, а прокладена залізниця перетворила місто на великий торговий центр.
Після Першої світової війни та встановлення радянської влади маєток було націоналізовано. Фридрихівка увійшла до складу Волочиська. Більшість споруд палацового комплексу було втрачено. До нашого часу збереглася лише одна будівля, яку нині займає Волочиський промислово-аграрний ліцей, та залишки парку.

## Архітектура
Збережена будівля палацового комплексу — це двоповерховий цегляний тинькований периметр у стилі класицизм під мансардним дахом. Центральні ризаліти прикрашені бароковим фронтоном складного профілю. Оформлення включає коробові лиштви з замковим каменем на вікнах першого поверху, рослинний ліпний декор на лиштві другого поверху, профільований карниз та аркові люкарни.
Початково палац був двоповерховою спорудою, збудованою на прямокутному плані та накритою двосхилим дахом. З фронту мав невисокий прямокутний щипець. Нижче розташовувався ґанок, увінчаний балконом з кам'яною балюстрадою. Головна будівля була з'єднана прямокутним одноповерховим переходом з аналогічним паралельним корпусом.

## Парк
Колишній графський парк розташований на пагорбі, відомому в народі як Графська гора, з видом на Міське озеро. Частину території займають санаторій «Райдуга» та ліцей, а східна частина є міським парком-пам'яткою. У парку збереглася мережа доріжок, кілька алей з регулярним плануванням, альтанка на чотирьох колонах та оглядовий майданчик над ставом.